# İncebayır, Alacakaya
İncebayır là một xã thuộc huyện Alacakaya, tỉnh Elâzığ, Thổ Nhĩ Kỳ. Dân số thời điểm năm 2011 là 169 người.